# Pomitschna
Pomitschna (ukrainisch Помічна; russisch Помошная Pomoschnaja) ist eine Stadt im Zentrum der Ukraine mit etwa 9400 Einwohnern (2025).

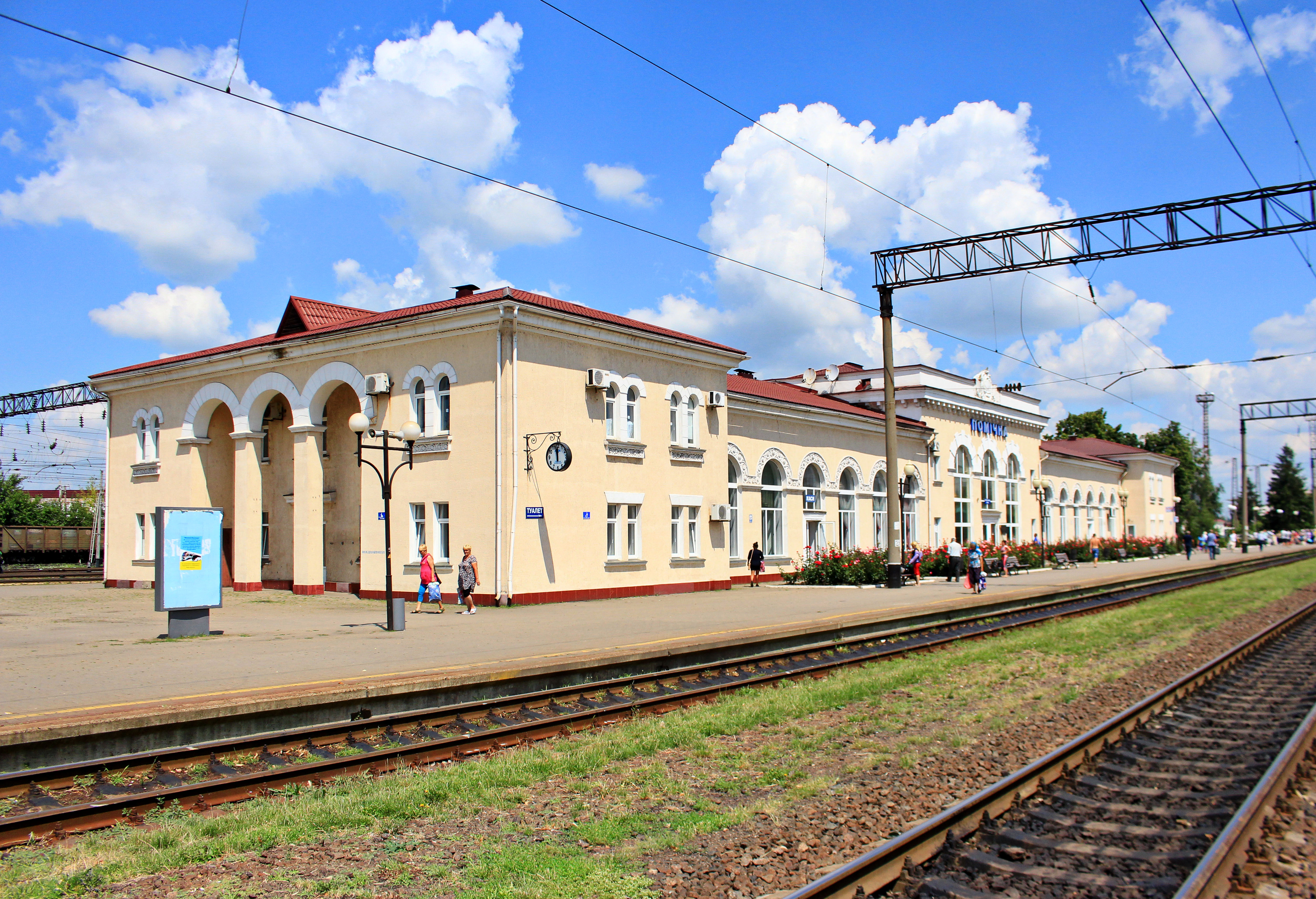
Bahnhof im Ort

Die Stadt ist ein Eisenbahnknotenpunkt an der Kreuzung der Bahnstrecke Bachmatsch–Odessa der Piwdenno-Sachidna Salisnyzja und der Bahnstrecke Borschtschi–Charkiw der Piwdenna Salisnyzja.

## Geographie
Die Stadt liegt am Ufer des Tschornyj Taschlyk (Чорний Ташлик), ein 135 km langer Nebenfluss der Synjucha im Süden der Oblast Kirowohrad rund 70 km südwestlich des Oblastzentrums Kropywnyzkyj. Die Stadt liegt 24 km südöstlich zum ehemaligen Rajonzentrum Dobrowelytschkiwka sowie 13 km südwestlich von Nowoukrajinka.
Südlich der Stadt verläuft die Fernstraße M 13 / E 584, die von Kirowohrad nach Okny führt.

## Geschichte
Pomitschna wurde im Jahr 1775 gegründet. Am 1. August 1868 begann der Bahnbetrieb in der Ortschaft. Die Siedlung wurde am 18. März 1944 von den Truppen der Roten Armee von der Besatzung durch die Wehrmacht befreit. Am 14. Mai 1967 erhielt Pomitschna den Status einer Stadt.

## Verwaltungsgliederung
Am 12. Juni 2020 wurde die Stadt zum Zentrum der neugegründeten Stadtgemeinde Pomitschna (Помічнянська міська громада/Pomitschnjanska miska hromada). Zu dieser zählen die 3 in der untenstehenden Tabelle aufgelisteten Dörfer, bis dahin bildete sie die gleichnamige Stadtratsgemeinde Pomitschna (Помічнянська міська рада/Pomitschnjanska miska rada) im Südosten des Rajons Dobrowelytschkiwka.
Am 17. Juli 2020 kam es im Zuge einer großen Rajonsreform zum Anschluss des Rajonsgebietes an den Rajon Nowoukrajinka.
Folgende Orte sind neben dem Hauptort Pomitschna Teil der Gemeinde:
| Name                     | Name            | Name                                |
| ukrainisch transkribiert | ukrainisch      | russisch                            |
| ------------------------ | --------------- | ----------------------------------- |
| Nowopawliwka             | Новопавлівка    | Новопавловка (Nowopawlowka)         |
| Pomitschna               | Помічна         | Помошная (Pomoschnaja)              |
| Tscherwonyj Rosdil       | Червоний Розділ | Червоный Раздел (Tscherwony Rasdel) |

## Bevölkerung
| 1939  | 1959   | 1970   | 1979   | 1989   | 2001   | 2005   | 2015  |
| ----- | ------ | ------ | ------ | ------ | ------ | ------ | ----- |
| 5.209 | 11.708 | 12.866 | 13.277 | 12.322 | 10.946 | 10.436 | 9.143 |

Quelle:

## Söhne und Töchter der Stadt
- Hanna Wronska (* 1974), Juristin und Politikerin